# 実相寺 (西尾市)
実相寺（じっそうじ、實相寺）は、愛知県西尾市上町下屋敷15にある臨済宗妙心寺派の寺院。方丈本尊は如意輪観音坐像。吉良氏の菩提寺である。毎年4月には花祭り「おしゃかさん」が開催される。

## 歴史

### 中世
文永8年（1271年）、吉良満氏が吉良氏の菩提寺として東福寺から円爾（聖一国師）を迎えて創建した。「実相安国寺伝記」によると、海岸近くの松並木を切り開いて伽藍を建立したという。古くは実相安国禅寺と呼ばれていた。天文10年（1541年）、妙心寺派に改めた。永禄3年（1560年）、織田信長の兵火によって多くの堂宇が焼失した。

### 近世
徳川家康の家臣である鳥居元忠が再建に尽力し、慶長8年（1603年）に方丈（本堂）が再建された。南北朝時代の文化財も数多く残っている。

### 近代
明治時代には方丈の大規模修繕が行われた。入母屋造だった屋根が切妻造に変えられ、建物の東西にあった廊下が除去され、屋根が杮葺から瓦葺に変えられるなどした。

### 現代
1959年（昭和34年）9月26日の伊勢湾台風の際には、境内の木が数多く倒れるなどの被害を受けた。
2003年（平成15年）7月1日、方丈と庫裡が国の登録有形文化財に登録された。2010年（平成22年）1月、境内の三河クロマツ群落が西尾市指定文化財に指定された。指定時点では48本のクロマツがあったが、うち17本は1959年（昭和34年）の伊勢湾台風以前からのものであり、樹齢200年から250年のものも5本ある。
2014年（平成26年）10月には愛知登文会によって、愛知県内の37件の登録有形文化財の特別公開（後のあいたて博）が初めて行われたが、この際には実相寺も公開の対象となった。2017年（平成29年）2月15日、方丈と庫裏が西尾市指定文化財に指定され、登録有形文化財の登録から削除された。
2019年（令和元年）には方丈の改修工事に入り、明治の改修で除去されていた広縁を復活させたり、瓦葺の屋根を銅板葺とするなどの修復が行われた。2020年（令和2年）2月から3月には西尾市教育委員会によって方丈の調査が行われ、江戸時代後期にも大規模な解体修理が行われたことが新たに判明した。2022年（令和4年）8月21日、西尾市文化会館で西尾市文化協会が主催する歴史講演会「実相寺の梵鐘」が開催された。

## 境内

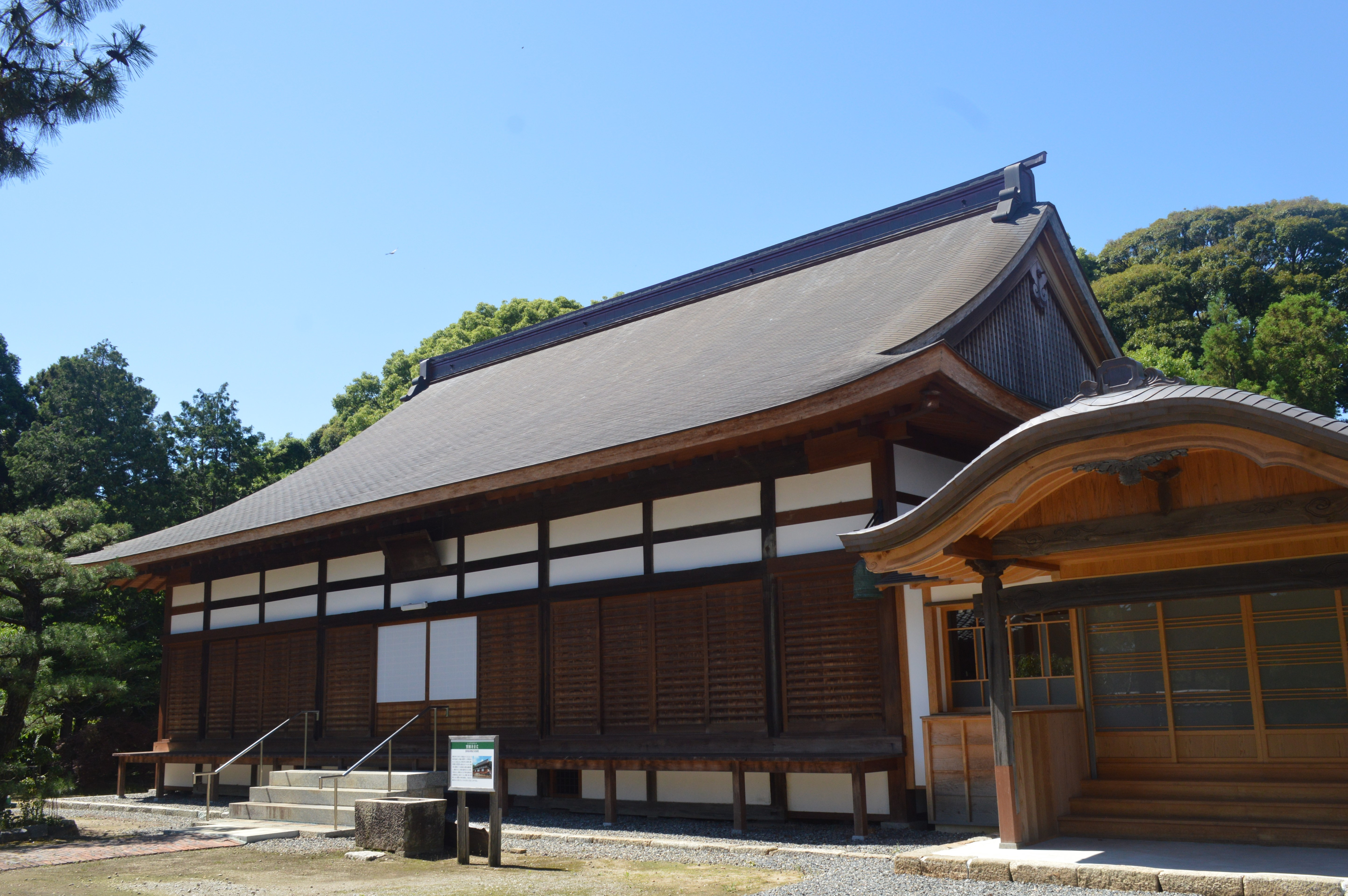
方丈

- 方丈（本堂）
- 釈迦堂

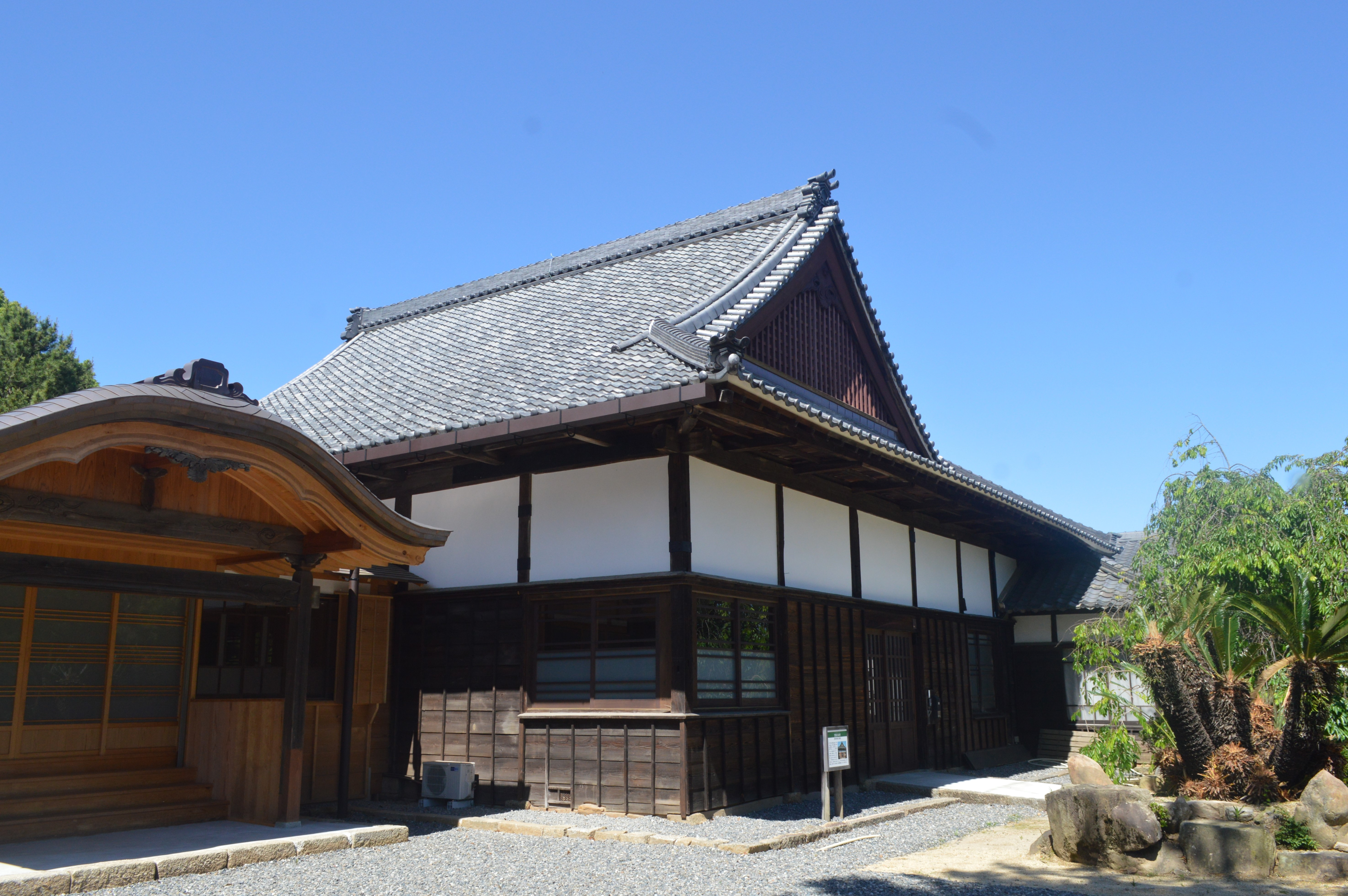
庫裏
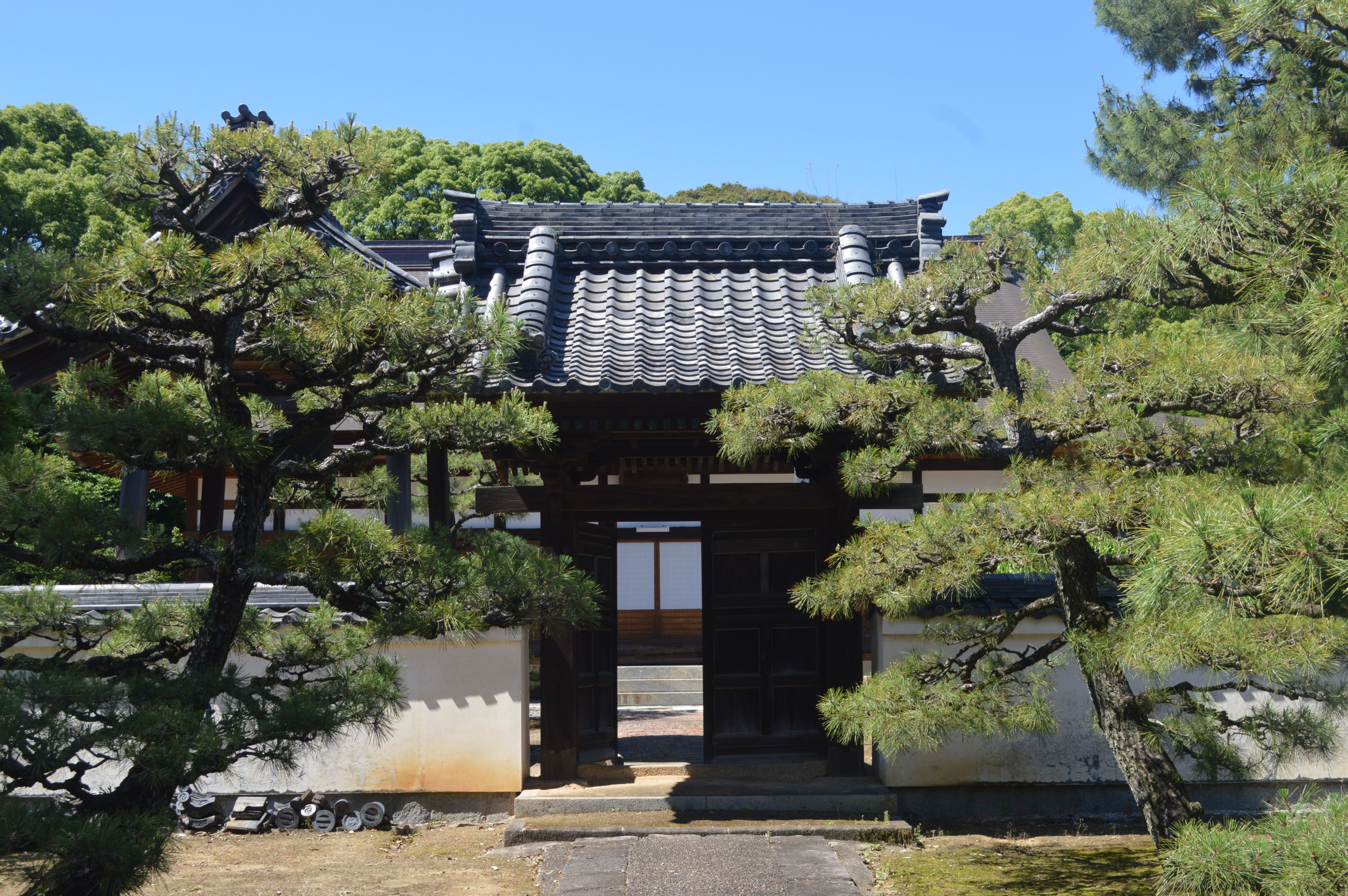
勅使門
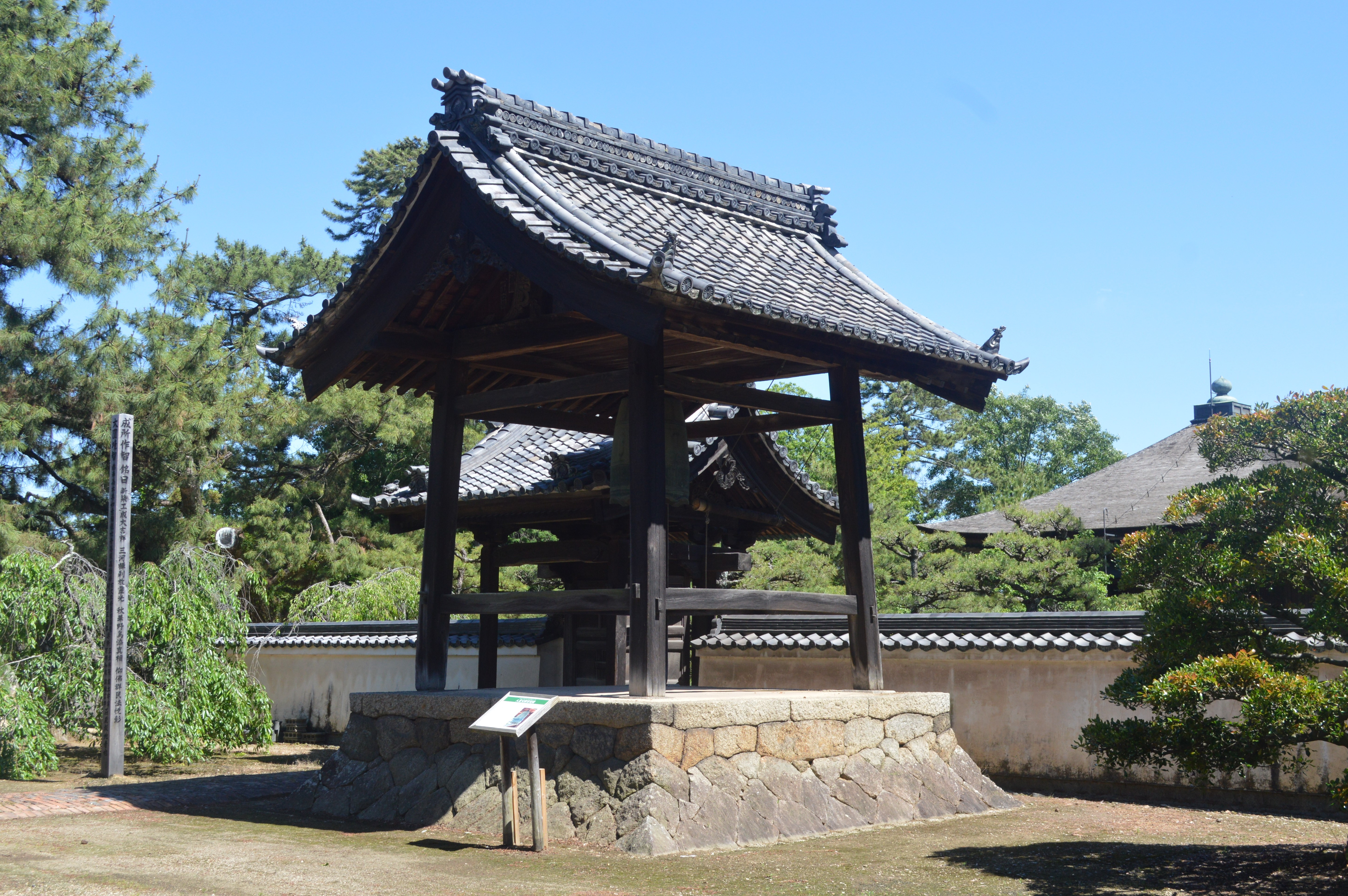
鐘楼

- 鐘楼 - 八葉宝鐸型梵鐘を吊るす堂舎。
- 古井戸

- 庫裏
- 勅使門
- 鐘楼

## 文化財

### 愛知県指定文化財

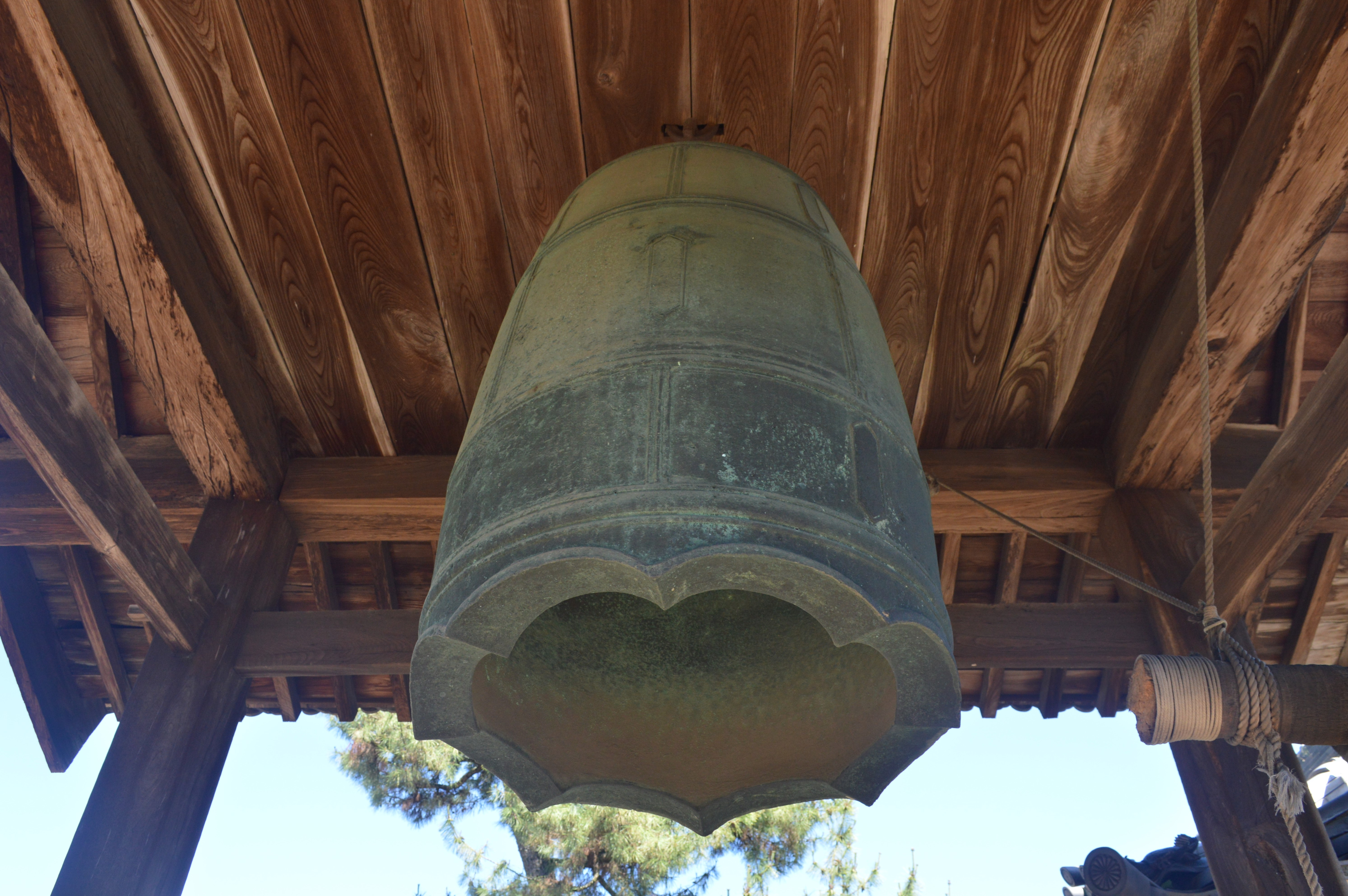
八葉宝鐸型梵鐘

- 実相寺釈迦堂（建造物） - 室町時代後期。宝形造、杮葺。天正年間（1573年～1592年）に遠江国浜名郡宇布見村（現・浜松市中央区雄踏地区）から移築された[12]。1976年（昭和51年）3月に解体修理された[13]。内部には釈迦三尊像や四天王像を祀る。
- 木造釈迦三尊像 付像内納入文書24通（彫刻） - 貞治元年（1362年）。吉良満貞の発願によって造立された[1]。
- 青銅製八葉宝鐸型梵鐘（工芸） - 南北朝時代。高さ143.0cm、口径88.0cm、唇厚9.0cm[14]。日中混交様式の梵鐘であり、寺伝では貞和2年（1346年）に寄進されたと伝わる[14]。日本では作例の少ない形状であり、愛知県では類を見ない珍品とされる[14]。
- 銅水瓶（工芸） - 鎌倉時代末期。高さ27.0cm、口径8.4cm、胴径14.6cm。西尾市岩瀬文庫に寄託。

### 西尾市指定文化財

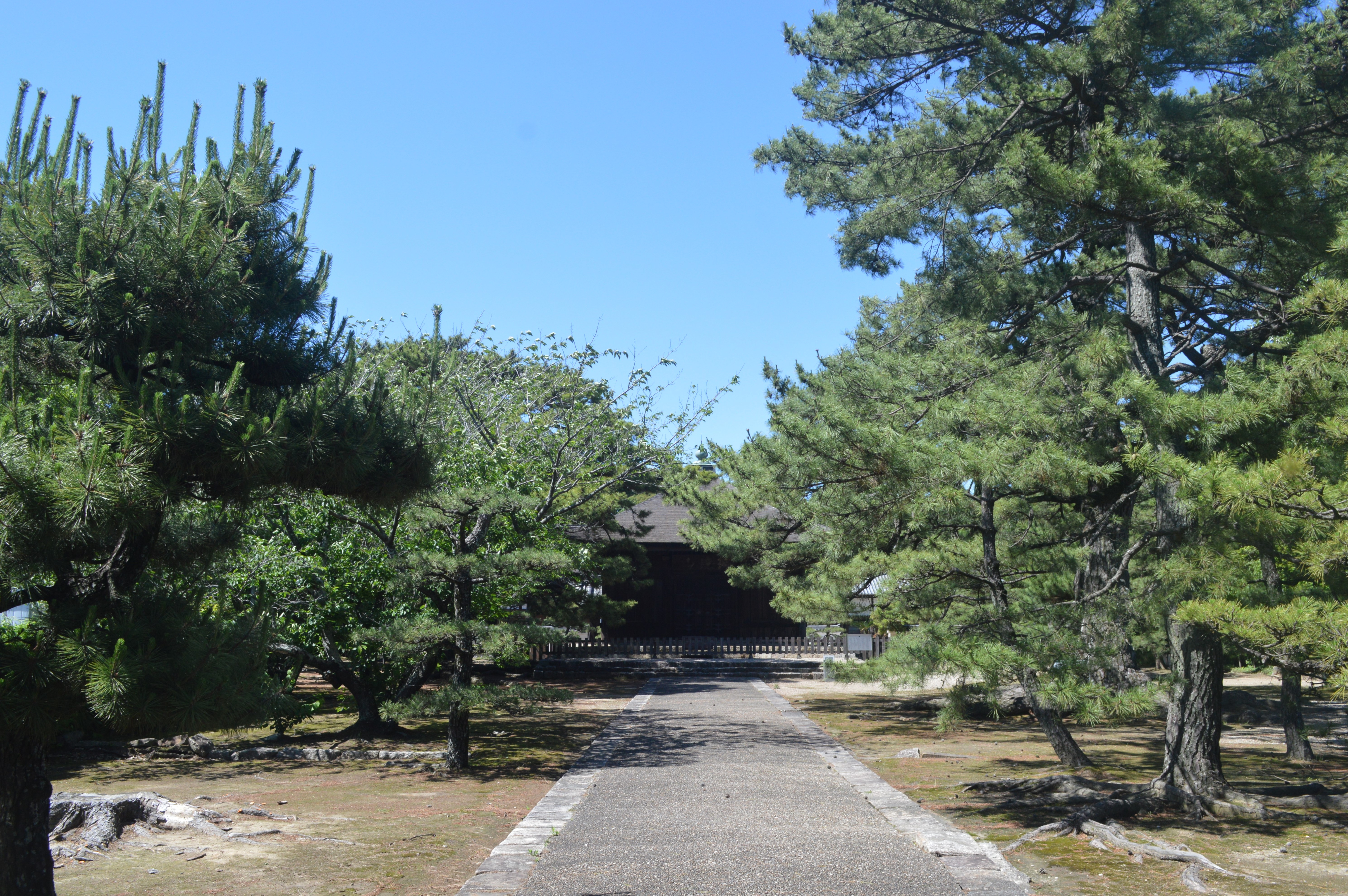
三河クロマツ群落

- 実相寺方丈（建造物） - 江戸時代初期の慶長8年（1603年）に再建。江戸時代初期の雰囲気を残す臨済宗の大型方丈とされる。方丈と庫裡は2003年（平成15年）7月1日に国の登録有形文化財に登録されたが[6][7]、当該登録は2020年（令和2年）に抹消された[15]。1874年（明治7年）には入母屋屋根だった建屋の両翼が削られ、切妻屋根、桟瓦葺に変更されていたが、2021年（令和3年）10月には復元修理が完成して入母屋屋根、銅板葺に戻された。
- 実相寺庫裡（建造物） - 江戸時代中期の元禄年間（1688年～1704年）に再建。入母屋造、平屋建、桟瓦葺。桁行6間、梁間7間。玄関を介して方丈の東側に接続している。原型を残す臨済宗の大型庫裏とされる。
- 千手観音（絵画） - 南北朝時代[16]。絹本金泥彩色[17]。縦55.0cm、横32.5cm[17]。
- 聖一国師画像（絵画） - 室町時代[16]。紙本彩色[17]。縦66.3cm、横28.7cm[17]。円爾（聖一国師）自身による肖像画であり、建長5年（1253年）以前の製作とされる[17]。
- 四天王像（彫刻） - 南北朝時代から江戸時代[16]。木彫彩色[12]。像高180.0cmの持国天王像、像高180.0cmの多聞天王像、像高178.0cmの広目天王像、像高185.0cmの増長天王像[12]。1959年（昭和34年）9月の伊勢湾台風では実相寺の堂宇も被害を受け、四天王像の一部も破損した[12]。
- 如意輪観音坐像（彫刻） - 鎌倉時代後期から南北朝時代。像高54.5cm。方丈の本尊である。慶派仏師である性慶またはその一門の作と推定されている。
- 唐櫃（工芸） - 室町時代の応永25年（1418年）[16]。
- 九条道教御教書（歴史資料） - 鎌倉時代の元徳元年（1329年）[16]。
- 実相寺の三河クロマツ群落（天然記念物）[16]